# مجزرة رفح (7 نوفمبر 2023)
مجزرة رفح (7 نوفمبر 2023) هي مجزرةٌ ارتكبها سلاح الجوّ الإسرائيلي حينما أغارَ على منزل موسى الرياطي، حيثُ عمل سلاح الجو الإسرائيلي على قصف عدة أماكن في مدينة رفح، وعمل على استهداف منزل موسى الرياطي الواقع بالقرب من معصرة قشطة في الحي الإداري في مدينة رفح وجاء هذا الاستهداف مع دخول ساعات الصباح الأولى، حيثُ قام بقصف كافة أرجاء المنزل الساعة الواحدة والنصف بعد منتصف الليل. وكان هذا المنزل يوجد به أفراد من عائلة الرياطي وعدد من العائلات التي نزحت إلى منزل الرياطي. هذه المجزرة من ضمن عدة مجازر وقعت خلال عملية طوفان الأقصى. تسبّبت هذه المجزرة الإسرائيليّة والتي استهدفت منطقة حيوية في استشهاد ما يزيد عن 21 شخصاً.

## خلفية الحدث
في ساعاتِ الصباح الأولى من يوم السابع من أكتوبر 2023 أطلقت حركة المقاومة الإسلامية حماس عبر ذراعها العسكري كتائب الشهيد عز الدين القسام عملية طوفان الأقصى وذلك ردًا على الاعتداءات الإسرائيلية وتدنيس الأقصى والاستمرار في الاستيطان، كما أكّد على ذلك محمد الضيف القائد العام للقسّام والذي أعطى إشارة انطلاق العمليّة التي شهدت اقتحامًا من المقاومين لمستوطنات غلاف غزة ونجحوا في قتلِ عدد كبيرٍ من الجنود الإسرائيلين، وأسر عشرات آخرين كما استطاعوا خلال ساعات قطع عشرات الكيلومترات ووصلوا لمستوطنات أبعد من تلك المحيطة والقريبة من قطاع غزة.
استمرَّت الاشتباكات بين الجيش الإسرائيلي وبين المقاومين في عديد من المستوطنات وعلى رأسها مستوطنة سديروت. الرد الإسرائيلي على هذه العمليّة جاء من خلال شنّ سلاح الجو الإسرائيلي عشرات الغارات العشوائيّة على القطاع متسبّبة في مقتل عشرات المدنيين وتدمير البنية التحتية لمدن القطاع، ليصل حد فرض إغلاق شامل وقطع متعمد لكل الخدمات من ماء وكهرباء وغاز، وهو ما هدَّد حياة أكثر من مليونَي فلسطيني يعيشُ داخل القطاع الذي يُعاني أصلًا من تبعات الحصار الخانق عليهم منذ ستة عشر عاماً.
وفي مساء يوم 27 أكتوبر/تشرين الأول، أعلن جيش الاحتلال الإسرائيلي بدء الهجوم بري على قطاع غزة من خلال بدء التوغل في بلدة بيت حانون ومخيم البريج. حدث الهجوم وسط سلسلة من الغارات الجوية الإسرائيلية واسعة النطاق التي أدت إلى قطع الاتصالات المتنقلة والوصول إلى الإنترنت في غزة.

## الضحايا
1. عزالدين خالد زنون
2. عدنان حمدان أبو عرار
3. بدر أحمد مسعود
4. علاء شحدة أبو لولي
5. علي علاء شحدة أبو لولي
6. جود علاء شحدة أبو لولي
7. ملاك موسى يوسف الرياطي
8. صلاح محمد محمد الرياطي
9. مي موسى يوسف الرياطي
10. منار موسى يوسف الرياطي
11. مريم موسى يوسف الرياطي
12. محمد نور محمد الرياطي
13. يوسف عطا الله موسى العجيلي
14. صفوت عطا الله موسى العجيلي
15. موسي يوسف عواد الرياطي
16. محسن محمد محسن الرياطي
17. عبلة حسين محمد ابو زايد (الرياطي)
18. آية عطا الله موسي العجيلي
19. كنده أحمد محمود الرياطي
20. كرم أحمد محمود الرياطي
21. طفل مجهول